# Berkshire-Schwein

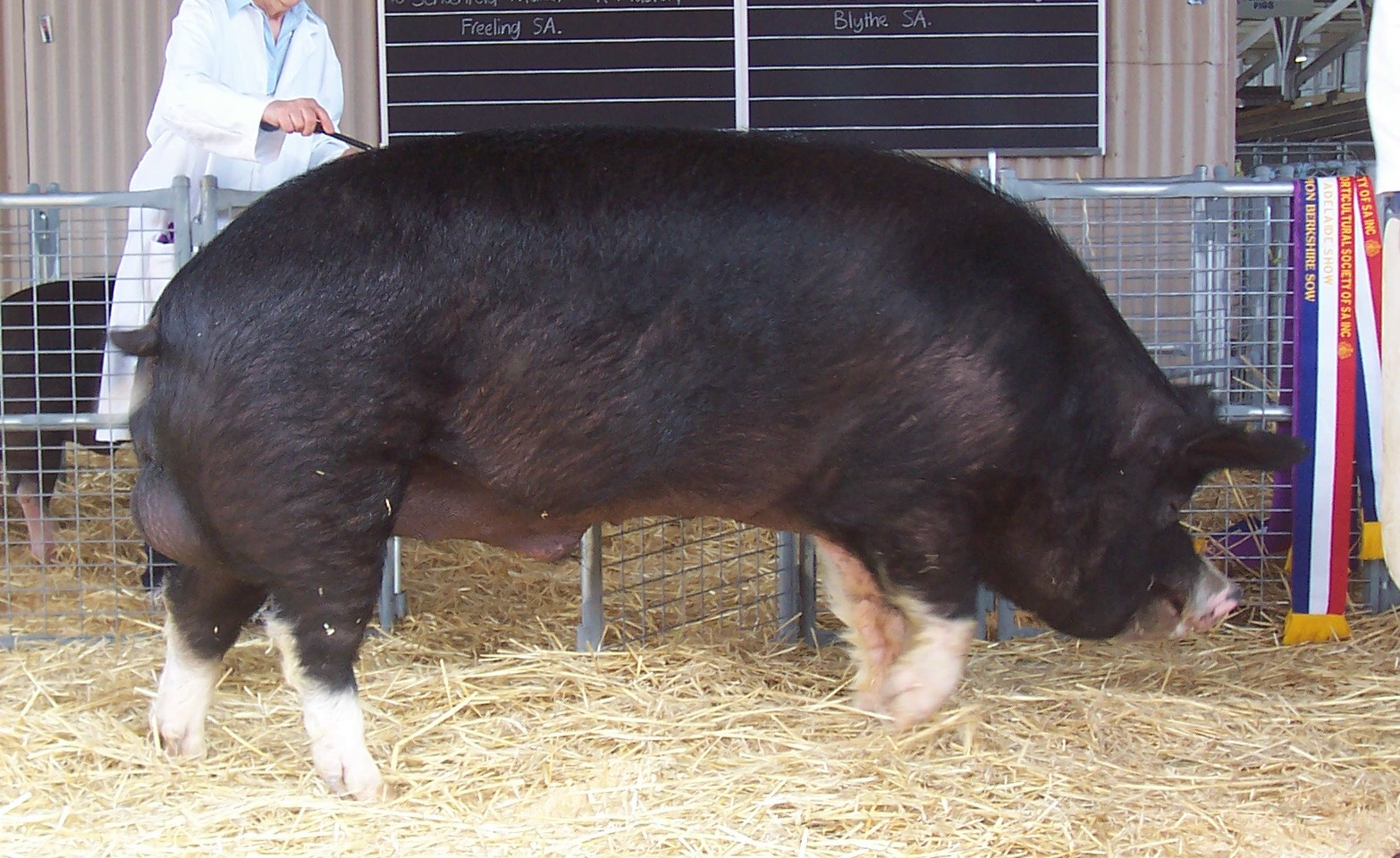
Berkshire-Eber

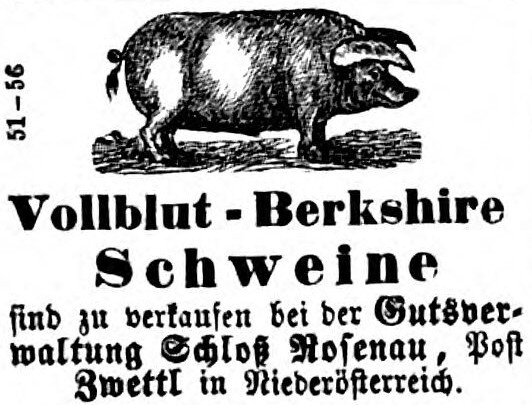
Anzeige für „Vollblut-Berkshire Schweine“ (1873)

Das Berkshire-Schwein ist eine Schweinerasse aus Großbritannien.

## Zuchtgeschichte
Berkshire-Schweine gelten als die älteste Rasse Großbritanniens. Sie stammen ursprünglich aus der Gegend um die Städte Faringdon und Wantage, die damals noch zur Grafschaft Berkshire gehörten (heute Oxfordshire). Offensichtlich wurden sie beliebt, nachdem sie von Oliver Cromwells Truppen „entdeckt“ worden waren, während diese im Englischen Bürgerkrieg in Reading stationiert waren. Während das Berkshire-Schwein Mitte des 19. Jahrhunderts die am meisten verbreitete Rasse in England war, zählt es heute zu den bedrohten Haustierrassen.
Die japanische Zuchtlinie des Berkshire-Schweines ist unter dem Namen Kurobuta (黒豚, Schwarzes Schwein) bekannt. Die Berkshire-Schweine wurden ursprünglich im 18. Jh. als Geschenk britischer Diplomaten nach Japan gebracht. Das marmorierte Fleisch wird analog dem japanischen Kobe-Beef sehr geschätzt.
In Ungarn zählt das Berkshire-Schwein zu den sogenannten Salami-Schweinen, die eigens in der Gegend um Szeged für Wintersalami gezüchtet werden.

## Charakteristika
- Farbe Schwarz, oft mit weißen Flecken an Beinen, Gesicht, Ohrspitzen und Schwanz
- Rüssel aufgewölbt, mittellang
- Ohren stehend oder leicht nach vorne geknickt, relativ groß
- zierlicher, faltenloser Hals
- geschwungene Schulter
- Bauchlinie gerade
- Fundament kurz, gerade
- frühreif
- Trächtigkeit 107–124 Tage[3]

## Berkshire-Schweine in der Literatur
- Kaiserin von Blandings von P. G. Wodehouse, das Mastschwein auf Blandings Castle, dem Familiensitz von Lord Emsworth, das gelegentlich nur durch das Eingreifen von Butler Beach und Lord Emsworth' Bruder Galahad Threepwood vor Entführung und Schlimmeren gerettet werden kann.
- Pigling Bland von Beatrix Potter
- Napoleon in Farm der Tiere von George Orwell
- Marquise von Hogsford in „Professor van Dusen läßt die Sau raus“ von Michael Koser